# Ghiacciaio Alley
Il ghiacciaio Alley è un ghiacciaio situato nella regione meridionale della Terra di Oates, in Antartide. In particolare il ghiacciaio Alley, il cui punto più alto si trova a circa 1700 m s.l.m., si trova sulla costa di Hillary e ha origine dal versante settentrionale della regione occidentale della dorsale Britannia, da cui fluisce verso nord, a partire dal versante settentrionale del monte Aldrich, fino a congiungere il proprio flusso con quello del ghiacciaio Darwin.

## Storia
Il ghiacciaio Alley è stato così battezzato dal Comitato britannico per i toponimi antartici in onore di Richard Alley, membro del Dipartimento di Geoscienze dell'Università statale della Pennsylvania e glaciologo del Programma Antartico Statunitense (in inglese "United States Antarctic Program", USAP) specializzato nello studio dei flussi glaciali della calotta glaciale antartica occidentale.